# Mesoleius leucomelas
Mesoleius leucomelas är en stekelart som beskrevs av Heinrich Habermehl 1903.
Mesoleius leucomelas ingår i släktet Mesoleius och familjen brokparasitsteklar. Inga underarter finns listade i Catalogue of Life.